# Our Endless War
Our Endless War — п'ятий студійний альбом американського дезкор-гурту Whitechapel, випущений 29 квітня 2014 року. 
Пісня «The Saw Is the Law» була випущена 26 лютого 2014 року, як перший сингл з альбому, а 15 квітня вийшов ліричний-кліп на пісню «Our Endless War».

## Список композицій
| #     | Назва                     | Тривалість |
| ----- | ------------------------- | ---------- |
| 1.    | «Rise» (Інструментальна)  | 1:20       |
| 2.    | «Our Endless War»         | 3:56       |
| 3.    | «The Saw Is the Law»      | 4:27       |
| 4.    | «Mono»                    | 3:39       |
| 5.    | «Let Me Burn»             | 4:23       |
| 6.    | «Worship the Digital Age» | 4:12       |
| 7.    | «How Times Have Changed»  | 3:32       |
| 8.    | «Psychopathy»             | 3:51       |
| 9.    | «Blacked Out»             | 3:32       |
| 10.   | «Diggs Road»              | 5:59       |
| 38:51 |                           |            |

### Deluxe Edition
| #     | Назва                    | Тривалість |
| ----- | ------------------------ | ---------- |
| 11.   | «A Process So Familiar»  | 2:52       |
| 12.   | «Fall of the Hypocrites» | 3:00       |
| 44:43 |                          |            |

## Учасники запису
Whitechapel
- Філ Бозман — вокал
- Бен Савадж  — соло-гітара
- Алекс Вейд  — ритм-гітара
- Зак Хаусхолдер — гітара
- Ґейб Крісп — бас-гітара
- Бен Харклроуд — ударні

Запрошені музиканти
- Бен Еллер — гітарне соло у  піснях «The Saw Is the Law», «Psychopathy», «Blacked Out», «Diggs Road», «A Process So Familiar»

Продюсування
- Марк Льюїс — інженерія, міксування, мастеринг
- Whitechapel — продюсування
- Еял Леві — ударний асистент, додаткова інженерія
- Метт Браун — техніка ударних
- Тед Дженсен — мастеринг

Дизайн обкладинки
- Аарон Марш — обкладинка
- Whitechapel — художнє керівництво

## Чарти
| Чарт (2014)                                  | Найвища позиція |
| -------------------------------------------- | --------------- |
| Австрія Austrian Albums (Ö3 Austria)         | 72              |
| Канада Canadian Albums (Billboard)           | 23              |
| Німеччина German Albums (Media Control)      | 50              |
| Велика Британія UK Independent Albums (OCC)  | 31              |
| Велика Британія UK Rock & Metal Albums (OCC) | 9               |
| США Billboard 200                            | 10              |
| США Digital Albums (Billboard)               | 21              |
| США Independent Albums (Billboard)           | 2               |
| США Top Hard Rock Albums (Billboard)         | 1               |
| США Top Rock Albums (Billboard)              | 2               |
| США Top Tastemaker Albums (Billboard)        | 14              |